# Kościół Matki Bożej Różańcowej w Lubniewicach
Kościół pw. Matki Bożej Różańcowej w Lubniewicach – rzymskokatolicki kościół parafialny należąca do parafii Matki Bożej Różańcowej w Lubniewicach, dekanatu Sulęcin, diecezji zielonogórsko-gorzowskiej, metropolii szczecińsko-kamieńskiej, zlokalizowany w mieście Lubniewice w województwie lubuskim. Mieści się przy ulicy Osadników Wojskowych.

## Historia
Jest to budowla gotycka, halowa, wybudowana zapewne w 1258 roku (nawa), w XVI wieku dostawione zostało prezbiterium. W 1648 świątynia została zniszczona przez pożar, odbudowano go w 1664 roku. Wieża neogotycka została dobudowana w 1882 roku. Do 1945 świątynia ewangelicka, obecnie rzymskokatolicka.